# Eutrichota bilobella
Eutrichota bilobella este o specie de muște din genul Eutrichota, familia Anthomyiidae, descrisă de Deng, Li și Sun în anul 1987. Conform Catalogue of Life specia Eutrichota bilobella nu are subspecii cunoscute.